# ناحیه بیور، شهرستان نیوایگو، میشیگان
ناحیه بیور (به انگلیسی: Beaver Township) یک منطقهٔ مسکونی در ایالات متحده آمریکا است که در شهرستان نیویگو، میشیگان واقع شده‌است.
 ناحیه بیور ۹۲٫۸ کیلومتر مربع مساحت و ۶۰۸ نفر جمعیت دارد و ۲۵۱ متر بالاتر از سطح دریا واقع شده‌است.